# Bukwa (district)
Bukwa is een district in het oosten van Oeganda.
Bukwa telt 49.826 inwoners.